# 화순 운주사 마애여래좌상
화순 운주사 마애여래좌상(和順 雲住寺 磨崖如來坐像)은 대한민국 전라남도 화순군 도암면 용강리 및 대초리 일원에 있는 마애불이다. 2005년 7월 13일 전라남도의 유형문화재 제275호로 지정되었다.

## 참고 문헌
- 화순운주사마애여래좌상 - 국가유산청 국가유산포털